# James Wilson (calciatore 2007)
James Wilson (Edimburgo, 6 marzo 2007) è un calciatore scozzese con cittadinanza nordirlandese, attaccante degli Hearts e della nazionale scozzese.

## Carriera

### Club
È cresciuto nel settore giovanile degli Hearts, con cui ha firmato il primo contratto professionistico il 1º agosto 2023. Ha debuttato in prima squadra il 20 gennaio 2024 nell'incontro di Scottish Cup vinto 2-1 contro gli Spartans, mentre l'esordio in Scottish Premiership è arrivato l'11 maggio, contro il Dundee.
Promosso stabilmente in prima squadra la stagione successiva, il 19 ottobre ha segnato il suo primo gol nell'incontro vinto 4-0 contro il St. Mirren. Il 19 dicembre è andato a segno nella partita della fase campionato di UEFA Conference League contro il Petrocub Hîncești, diventando all'età di 17 anni e 288 giorni il più giovane calciatore a segnare nella storia della competizione europea Pochi giorni dopo ha firmato il rinnovo del contratto fino al 2026.

### Nazionale
Ha giocato con le nazionali giovanili scozzesi Under-16 ed Under-17 e con la nazionale nordirlandese Under-17.
L'11 marzo 2025 ha ricevuto la prima convocazione da parte della nazionale maggiore per il doppio impegno nei play-off di UEFA Nations League contro la Grecia, e il 23 marzo ha debuttato nel secondo dei due incontri, perso per 3-0, diventando il più giovane esordiente nella storia della nazionale all'età di 18 anni e 17 giorni.

## Statistiche

### Presenze e reti nei club
Statistiche aggiornate al 24 marzo 2025.
| Stagione        | Squadra         | Campionato      | Campionato | Campionato | Coppe nazionali | Coppe nazionali | Coppe nazionali | Coppe continentali | Coppe continentali | Coppe continentali | Altre coppe | Altre coppe | Altre coppe | Totale | Totale | Totale |
| Stagione        | Squadra         | Comp            | Pres       | Reti       | Comp            | Pres            | Reti            | Comp               | Pres               | Reti               | Comp        | Pres        | Reti        | Pres   | Reti   |        |
| --------------- | --------------- | --------------- | ---------- | ---------- | --------------- | --------------- | --------------- | ------------------ | ------------------ | ------------------ | ----------- | ----------- | ----------- | ------ | ------ | ------ |
| 2023-2024       | Hearts          | SP              | 2          | 0          | CS+CdL          | 1+0             | 0               | UECL               | 0                  | 0                  | CC          | 1           | 0           | 4      | 0      |        |
| 2024-2025       | Hearts          | SP              | 17         | 5          | CS+CdL          | 3+0             | 0               | UEL+UECL           | 1+3                | 0+1                | -           | -           | -           | 24     | 6      |        |
| Totale carriera | Totale carriera | Totale carriera | 19         | 5          |                 | 4               | 0               |                    | 4                  | 1                  |             | 1           | 0           | 28     | 6      |        |

### Cronologia presenze e reti in nazionale
| Cronologia completa delle presenze e delle reti in nazionale ― Scozia | Cronologia completa delle presenze e delle reti in nazionale ― Scozia | Cronologia completa delle presenze e delle reti in nazionale ― Scozia | Cronologia completa delle presenze e delle reti in nazionale ― Scozia | Cronologia completa delle presenze e delle reti in nazionale ― Scozia | Cronologia completa delle presenze e delle reti in nazionale ― Scozia | Cronologia completa delle presenze e delle reti in nazionale ― Scozia | Cronologia completa delle presenze e delle reti in nazionale ― Scozia |
| Data                                                                  | Città                                                                 | In casa                                                               | Risultato                                                             | Ospiti                                                                | Competizione                                                          | Reti                                                                  | Note                                                                  |
| --------------------------------------------------------------------- | --------------------------------------------------------------------- | --------------------------------------------------------------------- | --------------------------------------------------------------------- | --------------------------------------------------------------------- | --------------------------------------------------------------------- | --------------------------------------------------------------------- | --------------------------------------------------------------------- |
| 23-3-2025                                                             | Glasgow                                                               | Scozia                                                                | 0 – 3                                                                 | Grecia                                                                | UEFA Nations League 2024-2025 - Play-off                              | -                                                                     | 73’                                                                   |
| Totale                                                                |                                                                       | Presenze                                                              | 1                                                                     |                                                                       | Reti                                                                  | 0                                                                     |                                                                       |

| Cronologia completa delle presenze e delle reti in nazionale ― Scozia under 17 | Cronologia completa delle presenze e delle reti in nazionale ― Scozia under 17 | Cronologia completa delle presenze e delle reti in nazionale ― Scozia under 17 | Cronologia completa delle presenze e delle reti in nazionale ― Scozia under 17 | Cronologia completa delle presenze e delle reti in nazionale ― Scozia under 17 | Cronologia completa delle presenze e delle reti in nazionale ― Scozia under 17 | Cronologia completa delle presenze e delle reti in nazionale ― Scozia under 17 | Cronologia completa delle presenze e delle reti in nazionale ― Scozia under 17 |
| Data                                                                           | Città                                                                          | In casa                                                                        | Risultato                                                                      | Ospiti                                                                         | Competizione                                                                   | Reti                                                                           | Note                                                                           |
| ------------------------------------------------------------------------------ | ------------------------------------------------------------------------------ | ------------------------------------------------------------------------------ | ------------------------------------------------------------------------------ | ------------------------------------------------------------------------------ | ------------------------------------------------------------------------------ | ------------------------------------------------------------------------------ | ------------------------------------------------------------------------------ |
| 15-8-2024                                                                      | Kloten                                                                         | Svizzera under 17                                                              | 1 – 1                                                                          | Scozia under 17                                                                | Amichevole                                                                     | 1                                                                              | 66’                                                                            |
| 17-8-2024                                                                      | Kloten                                                                         | Svizzera under 17                                                              | 2 – 3                                                                          | Scozia under 17                                                                | Amichevole                                                                     | 1                                                                              | 78’                                                                            |
| 21-10-2024                                                                     | Manavgat                                                                       | Bielorussia under 17                                                           | 3 – 1                                                                          | Scozia under 17                                                                | Qual. Europeo Under-17 2025                                                    | -                                                                              |                                                                                |
| 24-10-2024                                                                     | Manavgat                                                                       | Scozia under 17                                                                | 2 – 0                                                                          | Kazakistan under 17                                                            | Qual. Europeo Under-17 2025                                                    | -                                                                              | 45+1’                                                                          |
| 17-10-2024                                                                     | Manavgat                                                                       | Scozia under 17                                                                | 0 – 3                                                                          | Turchia under 17                                                               | Qual. Europeo Under-17 2025                                                    | -                                                                              | 74’                                                                            |
| Totale                                                                         |                                                                                | Presenze                                                                       | 5                                                                              |                                                                                | Reti                                                                           | 2                                                                              |                                                                                |

| Cronologia completa delle presenze e delle reti in nazionale ― Irlanda del Nord under 17 | Cronologia completa delle presenze e delle reti in nazionale ― Irlanda del Nord under 17 | Cronologia completa delle presenze e delle reti in nazionale ― Irlanda del Nord under 17 | Cronologia completa delle presenze e delle reti in nazionale ― Irlanda del Nord under 17 | Cronologia completa delle presenze e delle reti in nazionale ― Irlanda del Nord under 17 | Cronologia completa delle presenze e delle reti in nazionale ― Irlanda del Nord under 17 | Cronologia completa delle presenze e delle reti in nazionale ― Irlanda del Nord under 17 | Cronologia completa delle presenze e delle reti in nazionale ― Irlanda del Nord under 17 |
| Data                                                                                     | Città                                                                                    | In casa                                                                                  | Risultato                                                                                | Ospiti                                                                                   | Competizione                                                                             | Reti                                                                                     | Note                                                                                     |
| ---------------------------------------------------------------------------------------- | ---------------------------------------------------------------------------------------- | ---------------------------------------------------------------------------------------- | ---------------------------------------------------------------------------------------- | ---------------------------------------------------------------------------------------- | ---------------------------------------------------------------------------------------- | ---------------------------------------------------------------------------------------- | ---------------------------------------------------------------------------------------- |
| 6-8-2022                                                                                 | Sarpsborg                                                                                | Fær Øer under 17                                                                         | 1 – 0                                                                                    | Irlanda del Nord under 17                                                                | Amichevole                                                                               | -                                                                                        | 74’                                                                                      |
| Totale                                                                                   |                                                                                          | Presenze                                                                                 | 1                                                                                        |                                                                                          | Reti                                                                                     | 0                                                                                        |                                                                                          |

| Cronologia completa delle presenze e delle reti in nazionale ― Scozia under 16 | Cronologia completa delle presenze e delle reti in nazionale ― Scozia under 16 | Cronologia completa delle presenze e delle reti in nazionale ― Scozia under 16 | Cronologia completa delle presenze e delle reti in nazionale ― Scozia under 16 | Cronologia completa delle presenze e delle reti in nazionale ― Scozia under 16 | Cronologia completa delle presenze e delle reti in nazionale ― Scozia under 16 | Cronologia completa delle presenze e delle reti in nazionale ― Scozia under 16 | Cronologia completa delle presenze e delle reti in nazionale ― Scozia under 16 |
| Data                                                                           | Città                                                                          | In casa                                                                        | Risultato                                                                      | Ospiti                                                                         | Competizione                                                                   | Reti                                                                           | Note                                                                           |
| ------------------------------------------------------------------------------ | ------------------------------------------------------------------------------ | ------------------------------------------------------------------------------ | ------------------------------------------------------------------------------ | ------------------------------------------------------------------------------ | ------------------------------------------------------------------------------ | ------------------------------------------------------------------------------ | ------------------------------------------------------------------------------ |
| 4-11-2022                                                                      | Lucan                                                                          | Irlanda under 16                                                               | 4 – 1                                                                          | Scozia under 16                                                                | Amichevole                                                                     | -                                                                              |                                                                                |
| 21-2-2023                                                                      | Pafo                                                                           | Danimarca under 16                                                             | 3 – 1                                                                          | Scozia under 16                                                                | Amichevole                                                                     | 1                                                                              | 59’                                                                            |
| 23-2-2023                                                                      | Pafo                                                                           | Inghilterra under 16                                                           | 3 – 0                                                                          | Scozia under 16                                                                | Amichevole                                                                     | -                                                                              |                                                                                |
| 26-2-2023                                                                      | Pafo                                                                           | Scozia under 16                                                                | 1 – 1 dts (5 – 6 dtr)                                                          | Cipro under 16                                                                 | Amichevole                                                                     | 1                                                                              | 67’                                                                            |
| Totale                                                                         |                                                                                | Presenze                                                                       | 4                                                                              |                                                                                | Reti                                                                           | 2                                                                              |                                                                                |